# Bound
Bound (с англ. — «Связь») — независимая компьютерная игра в жанре платформера, разработанная независимой польской студией Plastic Studios и выпущенная Sony Interactive Entertainment. Её выход состоялся 16 августа 2016 года для игровой приставки PlayStation 4. Игрок попадает в абстрактный мир и управляет принцессой, которая должна спасти свой мир от разрушения. Все движения героини представляют собой балетный танец. Сам мир является фантазией беременной женщины, пережившей развод.
Bound с самого начала задумывалась, как скорее художественная инсталляция, нежели полноценная игра. Сама команда, создавшая игру, в прошлом имела опыт создания цифрового искусства демосцен. Разработчики также признались, что значительное влияние на дизайн игры оказала Ico, также команда черпала вдохновение у современного искусства начала XX века. Танцевальные движения, созданные с захватом движения были добавлены значительно позже, так как они вписывались в стилистику игры.
Оценки Bound можно охарактеризовать в целом, как смешанные. По версии агрегатора Metacritic средняя оценка для PlayStation 4 составляет 71 балл из 100 возможных. При этом мнение критиков было разделено. Часть обозревателей оставили восторженные отзывы, назвав Bound прекрасной художественной инсталляцией с душевной историей, красивой графикой и музыкой. Критики, оставившие сдержанные отзывы сетовали на в целом примитивный игровой процесс.

## Игровой процесс
Игрок управляет безымянной принцессой и балетной танцовщицей, которая путешествует сквозь сюрреалистические, сказочные сооружения, состоящие из сотен или тысяч геометрических фигур, постоянно меняющих свою форму и реагирующих на движения персонажа. Игра технически является платформером. Героиня преодолевает разного рода препятствия и способна отражать нападение врагов с помощью своего танца, окружая себя защитными лентами. Сами движения принцессы, будь то шаги, прыжки, пробежки, повороты, приземления и прочие движения — выполняются с грацией и в виде балетного танца. По ходу прохождения героиня собирает новые фрагменты памяти из детства.

Демонстрация прохождения, принцесса имитирует балетный танец

В игру внедрена технология «Edge Guard», чтобы предотвратить падение игрока с определённых платформ. Разработчик объяснил такое решение тем, чтобы игрок не отвлекался от игрового опыта и не был вынужден постоянно следить за ногами. Тем не менее есть несколько мест, где принцесса может упасть и умереть, но героиня будет сразу же возрождаться на том же месте. После завершения игры, в Bound открывается доступ к режиму Speedrun, где есть возможность соревноваться с другими игроками и чьи достижения отображаются в онлайн-рейтинге.
Действие игры происходит в вымышленном мире, в фантазиях беременной женщины, пережившей недавний развод. Она посещает дом и места воспоминания своего детства. Героиня открывает книжку, наполненную красочными рисунками, и погружается в собственные воспоминания, изображённые в игре в виде фантастического мира, женщина представляет себя принцессой, которая следует указаниям своей матери — королевы, чтобы победить монстра, разрушающего вымышленный мир. По словам творческого директора игры, происходящее в игре — это большая метафора внутренних переживаний женщины, а некоторые сцены в игре показывают реальную жизнь женщины, а не игровой мир.

## Разработка
Разработкой игры занималась независимая польская студия Plastic Studios с 2013 года во главе с художественным директором Михаилом Станишевским. Она также сотрудничала со студией Santa Monica. При этом сам Станишевский присоединился к разработке позже, когда впервые увидел прототип на мероприятии IndieCade East и в конечном счёте заинтересовался проектом. Всего на разработку игры ушло три с половиной года. Сама игра создавалась, как большая метафора или притча, призванная не донести сам сюжет, а скорее его смысл. Команда в этом смысле вдохновлялась игрой Ico. Станишевский также заметил, что является поклонником данной игры, и Bound — это для него также попытка создать похожею игру с более совершенным управлением, игровым процессом и головоломками. Станишевский также решил исключить из многие типичные, но раздражающие многих игроков элементы, например застревание на уровне в попытке решить очередную головоломку. Он представлял свой проект скорее, как музыкальный и визуальный опыт с глубоким смыслом и без повторяющихся действий. Сама игра разрабатывалась изначально для приставки Nintendo Wii, но позже для PlayStation 4 из-за её лучших характеристик и поддержки 60 кадров в секунду в формате Full HD.

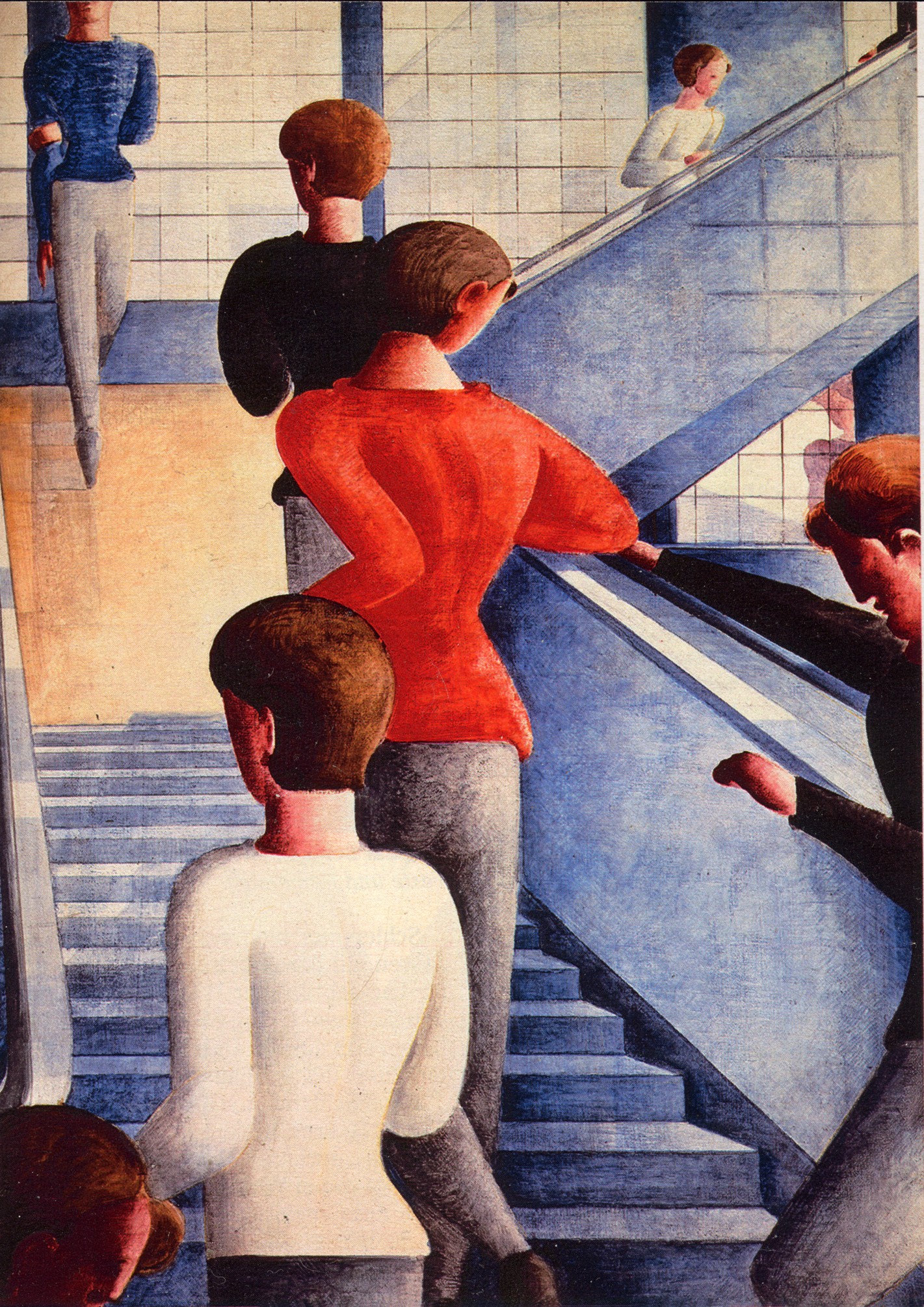
При работа над художественной эстетикой, разработчики вдохновлялись современным искусством начала XX века, в частности творчеством Оскара Шлеммера

При работе над визуальным стилем и игровым миром, разработчики вдохновлялись современным искусством и художественными движениями начала XX века, отсылки к которым встречаются на протяжении всей игры. Создатели называли это эволюцией современного искусства. Также Станишевский заметил, что является поклонником творчества немецкого художника Оскара Шлеммера, тесно связанного с художественной школой Баухаус. Также команда вдохновлялась такими играми, как Journey и Ico. В плане игрового процесса, команда вдохновлялась такими играми, как Dear Esther и Firewatch. Сами корни разработчиков лежат в создании демосцен — цифрового вида искусства из 90-х годов, команда в том числе использовала множество материалов из своих архивов, созданных во время работы над демосценами.

### Танец
Главная героиня это принцесса. Разработчики назвали её уникальной в своём роде. В традиционных играх если игровой персонаж и танцует, что только когда игрок отдаст специальную команду. В Bound же героиня танцует постоянно, это её основной способ передвижения. Данная идея пришла разработчиком значительно позже, когда знакомый Станишевского прислал ему видео с танцовщицей Мэдди Зиглер, дизайнер был крайне впечатлён её движениями, решив их скопировать для игрового персонажа. Хотя данная идея была рискованной, она в полной мере себя оправдала, до этого же Станишевский признался, что их прототип несмотря на визуальный стиль, был по прежнему «похож на миллион других игр». При этом дизайнер с разочарованием упоминал решение многих инди-разработчиков отказаться от оригинальных идей из-за страха отрицательной реакции игроков. Станишевский признался, что создание танцевальных движений была его любимой частью разработки, но и завершающей. Сторонние разработчики, имеющие опыт работы с платформерами отговаривали команду от данной идеи, ссылаясь на то, что как правило технология захвата движений не совместима с платформерами и после этого возникают серьёзные трудности с прыжками по платформам. Станишевский заметил, что такие люди допускали логическую ошибку, пытаясь адаптировать анимации после того, как они уже были созданы; вместо этого можно объяснить актёру, чтобы он двигался так, будто перемещается по этим самым платформам. Сами танцы были созданы с использованием технологии захвата движения, так как при попытке создания в ручную танцевальных движений, команда терпела неудачи. Для захвата движений, разработчики работали с балериной — гимнасткой Марией Удод и её хoреографом Михал Адамом Горалом. Сначала танцы с захватом движения использовались только для кат-сцен, но затем аниматоры начали работать над анимациями скольжения и прыжков, обратив внимание, что даже такие сцены выглядят гораздо эффектнее, чем раннее созданные вручную анимации. Станишевский признался, что на такое решение разработчиков вдохновила реакция прессы на трейлер игры, где их танец называли одной из лучших анимаций, созданных в видео-игре.

### Музыка
Композитором музыкального сопровождения выступил Олег Шпудейко, специализирующийся на создании танцевальной музыки. При этом художественный руководитель Михаил Станишевский вышел на Олега случайно, когда посмотрел фильм с его саундтреком. Прежде Шпудейко никогда не работал над музыкой к видео-играм. Разработчики заметили, что фортепианное исполнения Олега оказало в большое вдохновение на дальнейший ход разработки Bound.

## Анонс и выпуск
Разработчики заметили, что старались по возможности меньше демонстрировать игру, так как в неё требуется прежде всего играть, а не оценивать по изображениям и трейлерам, как это было с играми Journey или Firewatch, однако для поддержания какого либо интереса, команде всё же приходилось демонстрировать немного игрового материала.
Анонс игры вместе с продемонстрированным трейлером состоялся на выставке E3 2016 14 июня. Михаил Станишевский в своём блоге проккоментировал, что «Если вам интересны такие художественные движения, как супрематизм, конкретизм, неопластизм или как формировался Баухаус, то вам понравится созданный нами мир».
Выход игры состоялся исключительно на приставке PlayStaion 4 16 августа 2016 года. В октябре 2016 года разработчиками было выпущено обновление, добавляющее поддержку PlayStation VR, а в ноябре того же года — поддержку PlayStation 4 Pro, включая разрешение экрана 4K и повышенную плотность пикселей в режиме VR.

## Критика
| Сводный рейтинг      | Сводный рейтинг |
| Агрегатор            | Оценка          |
| -------------------- | --------------- |
| GameRankings         | 71,34 %         |
| Metacritic           | (PS4) 78/100    |
| Иноязычные издания   |                 |
| Издание              | Оценка          |
| Digitally Downloaded | [ 10 ]          |
| TheSixthAxis         | 8/10            |
| IGN Denmark          | 8/10            |
| IGN USA              | 7/10            |
| Slant Magazine       | [ 13 ]          |
| Kill Screen          | 67 %            |
| Gaming Age           | 43 %            |

Оценки Bound можно охарактеризовать в целом, как смешанные. По версии агрегатора Metacritic средняя оценка для PlayStation 4 составляет 71 балл из 100 возможных.
Часть критиков оставили восторженные отзывы об игре, например представитель сайта TheSixthAxis заметил, что Bound — одна из самых потрясающих игр для PlayStaion 4, особенно для тех, кто ищет чего-то необычного и от всей души рекомендует её. Критик заметил, что сюжет в игре использует довольно популярный приём ностальгии, где старость выступает катализатором отражения опыта и юности, однако в данной игре именно беременность женщины выступает барьером, отделяющем её от свободы, которой она наслаждалась в детстве. Критик также похвалил факт того, что игра демонстрирует игровой процесс, через призму переживаний женщины, что в принципе остаётся большой редкостью в игровой индустрии. Критик сайта Digitally Downloaded, заметил, что Bound не связан с киберспортом и не предназначен для людей, которые хотят расслабиться после тяжелого рабочего дня. Игра определённо нацелена на нестандартную игровую аудиторию — людей, любящих что-то вдумчивое, значимое и умное. Критик IGN назвал Bound — игровым аналогом современного искусства и заметил, что это тот случай, когда игру можно оценивать, только поиграв в неё, а не по увиденным скриншотам из интернета. Само представленное окружение крайне красивое и абстрактное, а особенное удовольствие доставляет наблюдение за грациозными движениями героини. Критик заметил явное сходство Bound с игрой Journey, несмотря на их разные игровые процессы, они схожи своим визуальным стилем, красивыми пейзажами, мечтательным саундтреком, а также отсутствием необходимости долго размышлять, что надо дальше делать. Критик также заметил, что если игрок начнёт пытаться думать об Bound, как прежде всего игре, он разочаруется, вместо этого следует думать о ней, как о произведении искусства.
Часть критиков оставили смешанные отзывы, например критик сайта GameSpot оставил нейтральный отзыв, указав на явно «рудиментарное» состояние самого игрового процесса, который хотя и вполне компенсируется графическими деталями игры, а сами танцы героини также достойны похвалы. Критик в целом заметил, что в игру чувствуется амбициозность во всём, кроме самого игрового процесса. Тем не менее рецензент не считает необходимым осуждать игру за такую погрешность, а саму Bound можно рассматривать, как цифровую художественную инсталляцию, полное воздействие который только проявляется в последние моменты игры. Критик сайта Time оставил отрицательный отзыв, заметив, что на игру приятно смотреть, но скучно в неё играть, потому что в ней слишком легко ориентироваться. Игровой журналист Джим Стерлинг также отрицательно оценил игру, назвав её красивым, но неряшливым беспорядком с небрежным управлением и камерой. Игру даже нельзя назвать симулятором ходьбы, или же сформированной платформерной головоломкой, скорее это гибрид обоих данных жанров.
Bound была также выбрана для показа на фестивале IndieCade.